# Sippach-Tal südöstlich Sippachsmühle
Sippach-Tal südöstlich Sippachsmühle este o arie protejată (arie specială de conservare — SAC, sit de importanță comunitară — SCI) din Germania întinsă pe o suprafață de 3,98 ha, integral pe uscat.

## Localizare
Centrul sitului Sippach-Tal südöstlich Sippachsmühle este situat la coordonatele 50°11′27″N 9°48′00″E / 50.1908°N 9.8°E.

## Înființare
Situl Sippach-Tal südöstlich Sippachsmühle a fost declarat sit de importanță comunitară în noiembrie 2004 pentru a proteja 1 specie de plante. Situl a fost protejat și ca arie specială de conservare în aprilie 2016.

## Biodiversitate
Situată în ecoregiunea continentală, aria protejată conține 1 habitat natural: Pante stâncoase silicioase cu vegetație casmofită.
La baza desemnării sitului se află o specie protejată de  plante: Vandenboschia speciosa.